# Estadio El Cobre
El Estadio El Cobre Codelco Salvador, antes llamado como Estadio El Cobre, es un recinto deportivo ubicado en la localidad de El Salvador, comuna de Diego de Almagro, en la Región de Atacama, Chile. Fue inaugurado el 1 de junio de 1980 y posee una capacidad para 11 240 personas. Es la sede del Club de Deportes Cobresal.
Es conocido como "El estadio más grande del mundo", esto es por la imposibilidad de que en algún partido Cobresal juegue a estadio lleno, dada la condición de que la capacidad del estadio es superior a la cantidad de habitantes de El Salvador, que cuenta con una población de 8 mil 500 personas.

## Historia
Cuando Cobresal postuló a la Asociación Central de Fútbol para poder entrar al Fútbol Profesional, una de las exigencias fue tener un escenario deportivo reglamentario y una cancha empastada. Esta situación era muy complicada, ya que costaba tener pasto en la zona más desértica del mundo. Pero los dirigentes y la población nortina se movilizaron para la construcción de un nuevo estadio en el sector de la cancha "Sausalito". El Estadio "El Cobre" fue construido con aportes de Codelco y participación de la comunidad de El Salvador.
El 27 de julio de 1979 se iniciaron los trabajos de construcción del estadio, y a fines del mismo año se estaba empastando la cancha. El primero de junio de 1980 fue inaugurado el recinto, siendo su primer partido oficial el duelo entre Cobresal e Independiente de Cauquenes, que acabó en empate 1-1.
Años después, con motivo de la participación de Cobresal en la Copa Libertadores 1986, se aumenta la capacidad del estadio de 8 mil a 20 752 espectadores, según una normativa de la Conmebol, aun cuando en El Salvador vivían alrededor de la mitad de personas de la capacidad del estadio.
En 1999 transcurre otro hecho importante, la instalación de iluminación artificial, con motivo de las transmisiones televisivas para el partido de Cobresal contra la Universidad de Chile, el 8 de mayo de ese año.
El 26 de abril de 2015, Cobresal levanta su primera estrella en el partido jugado frente a Barnechea, ante más de 5000 espectadores. El penal marcado por Matías Donoso al minuto 81, en el arco norte, significó el 3-2 con el que el cuadro minero festejó, junto a toda su gente, la obtención del Torneo de Clausura 2015.

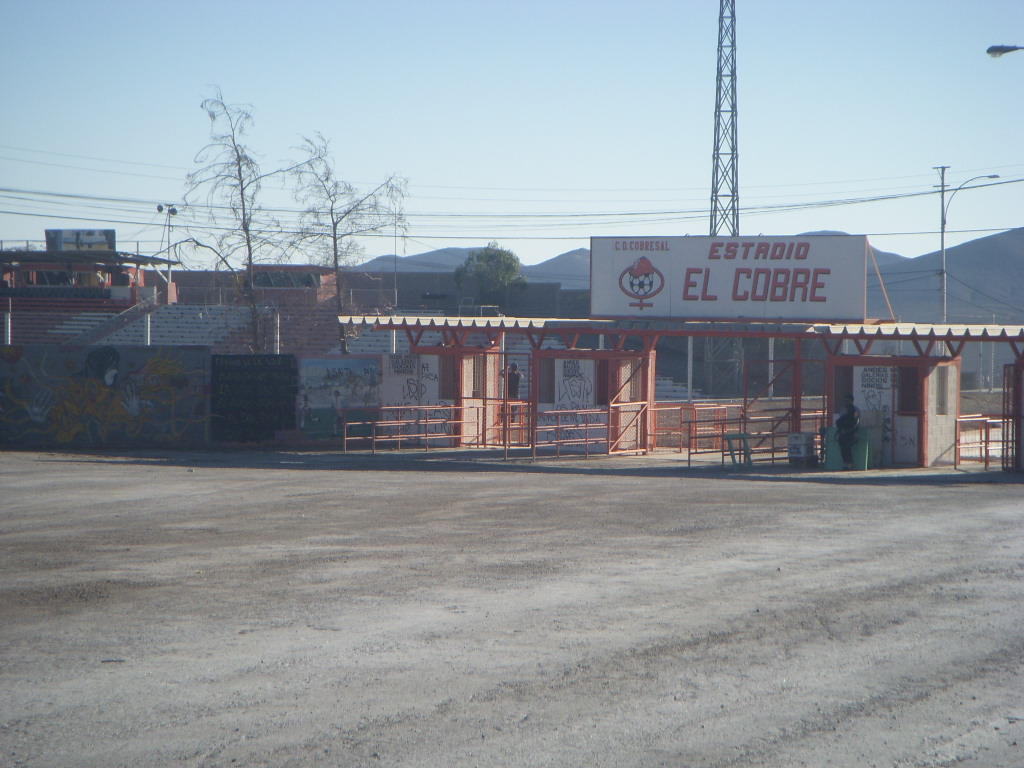
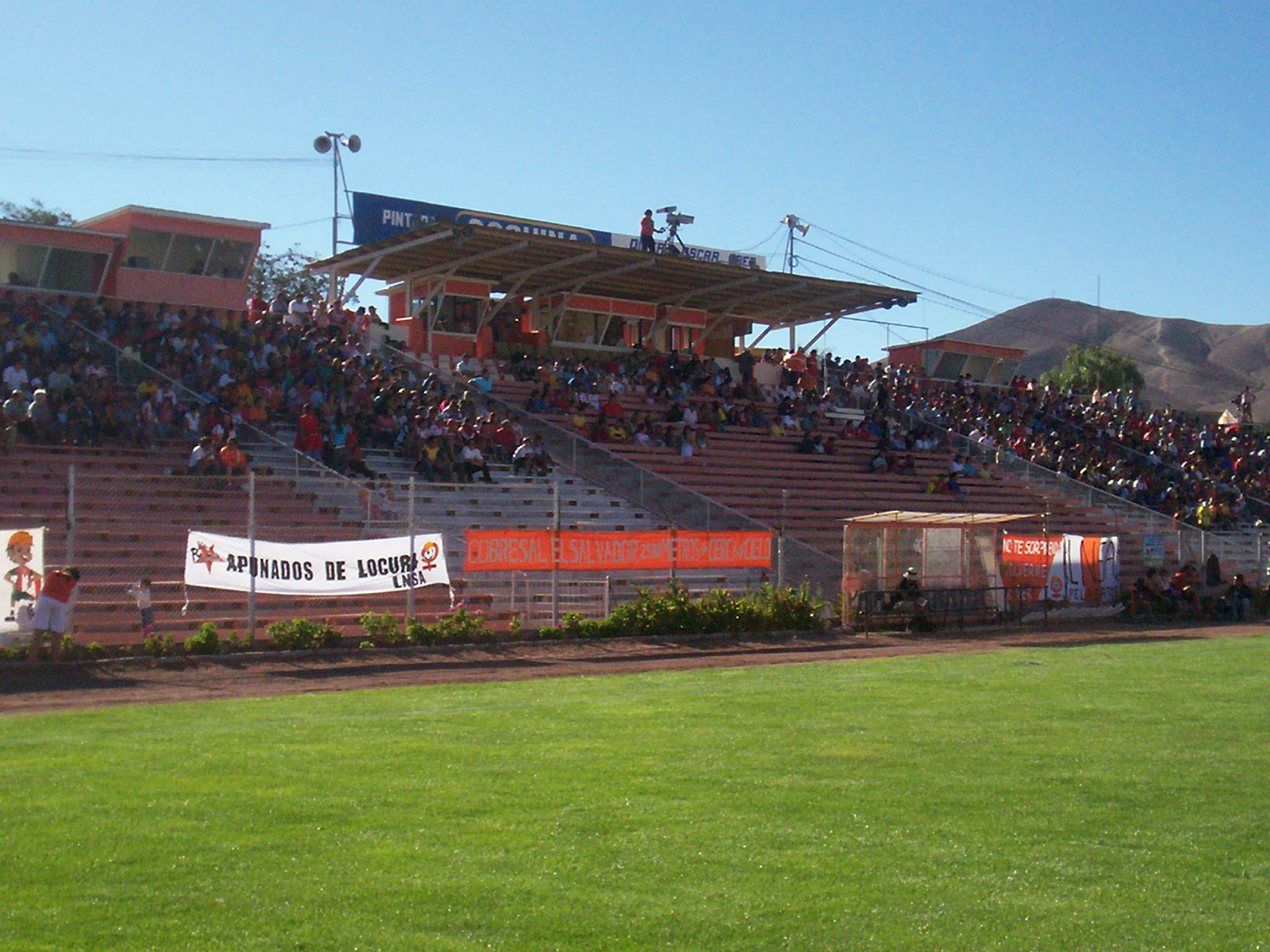